# Last Cup of Sorrow
Last Cup of Sorrow è un singolo del gruppo musicale statunitense Faith No More, il secondo estratto dall'album Album of the Year nel 1997.

## Tracce
CD singolo (Europa)
1. Last Cup of Sorrow (7" Edit) – 3:47
2. Pristina (Billy Gould Mix) – 4:17
3. Last Cup of Sorrow (Roli Mosimann Mix) – 6:24
4. Ashes to Ashes (Dillinja Remix) – 5:28

CD singolo (Regno Unito)
1. Last Cup of Sorrow (Album version) – 4:11
2. Last Cup of Sorrow (Bonehead Mix) – 4:48
3. She Loves Me Not (Spinna Main Mix) – 4:37
4. She Loves Me Not (Spinna Crazy Dub) – 4:35

CD singolo (Giappone)
1. Last Cup of Sorrow (7" Edit) – 3:47
2. Last Cup of Sorrow (Bonehead Mix) – 4:48
3. Last Cup of Sorrow (Roli Mosimann Mix) – 6:24
4. Pristina (Billy Gould Mix) – 4:17
5. Ashes to Ashes (Dillinja Remix) – 5:28
6. She Loves Me Not (Spinna Main Mix) – 4:37
7. She Loves Me Not (Spinna Crazy Dub) – 4:35

## Classifiche
| Classifica (1997)             | Posizione massima |
| ----------------------------- | ----------------- |
| Nuova Zelanda                 | 32                |
| Regno Unito                   | 51                |
| Regno Unito (rock & metal)    | 2                 |
| Stati Uniti (mainstream rock) | 14                |